# Hyporthodus mystacinus
Hyporthodus mystacinus är en fiskart som först beskrevs av Felipe Poey 1852.  Hyporthodus mystacinus ingår i släktet Hyporthodus och familjen havsabborrfiskar. IUCN kategoriserar arten globalt som livskraftig. Inga underarter finns listade i Catalogue of Life.